# Transbordador Siebel
El transbordador Siebel (Siebelfähre) fue un catamarán usado para desembarco operado por Wehrmacht alemana durante la Segunda Guerra Mundial. Sirvió en una variedad de funciones como: transporte, plataforma antiaérea, cañonero, escolta de convoy y minador; tanto en el Mediterráneo, el mar Baltico y el mar Negro, así como a lo largo del Canal de la Mancha. Fueron desarrollados en 1940 para la Operación León Marino, la cancelada invasión alemana de Inglaterra. Los transbordadores Siebel continuaron en servicio útil incluso después del fin de la guerra en 1945.

## Orígenes y desarrollo
Mientras en julio de 1940 los preparativos del ejército alemán para la Operación León marino estaban en marcha, la frustración creció sobre el plazo y tipo de embarcaciones que la Kriegsmarine proporcionaría para cruzar el Canal. La inmensa tarea de convertir centenares de barcazas de río y lanchas a motor en embarcaciones apropiadas para un desembarco solo había empezado, por lo que la Kriegsmarine era incapaz de ofrecer al ejército una fecha para su disponibilidad.
Ansioso de empezar los ejercicios de desembarco, el Mariscal de Campo Walther von Brauchitsch ordenó al General de Ingenieros Jacob construir transportes marinos para el ejército. Jacob, por su parte, asignó esta tarea al Batallón de Ingenieros 47 del 7º Cuerpo de Ejército. El batallón fue trasladado pronto a Carteret, en la parte occidental de la Península Cotentin y los hombres de esta unidad fueron desplegados a través de la campiña francesa, en busca de materiales flotantes con los cuales se pudieran construir transbordadores y balsas autopropulsadas.
El diseñador de aeronaves Fritz Siebel (entonces coronel comisionado en la Luftwaffe), estaba alistando una planta de aeronaves capturada cerca de Amiens, en el noreste de Francia, cuando un Teniente Coronel del Batallón de Ingenieros 47, preguntó a Siebel si podía requisar una pila grande de contenedores de gasolina vacíos fuera de la planta. Siebel estuvo de acuerdo en compartir el botín, después de cuestionar al coronel que uso haría de ellos. La respuesta atrajo el interés de Siebel y le dejó reflexionando sobre cómo transportar  tropas y equipamiento pesado a través del Canal de la Mancha, considerando el limitado tiempo y los materiales disponibles.
El Batallón de Ingenieros 47 comenzó a experimentar con materiales improvisados para construir balsas motorizadas, incluyendo barricas, troncos, sacos rellenos y lienzo marino. Los primeros intentos de emplear pontones quedaron en nada, pues las vigas de hierro y los tornillos usados para unirlos fallaron a la hora de soportar las olas; los pontones rápidamente hacían agua, incluso en mar ligera.
Finalmente, alguien del OKH (Oberkommando des Heeres) pensó en utilizar un pontón estanco desarrollado durante la Primera Guerra Mundial por Coronel de Ingenieros austriaco Hans Herbert. Cañones, vehículos y tropas podrían ser transportados al unir dos pontones de 10 por 10 metros de cubierta. Esta idea evolucionaría en el transbordador Herbert, pero solo sesenta y cuatro de estos pontones estaban disponibles, demasiado pocos para una producción en masa.

## Servicio activo

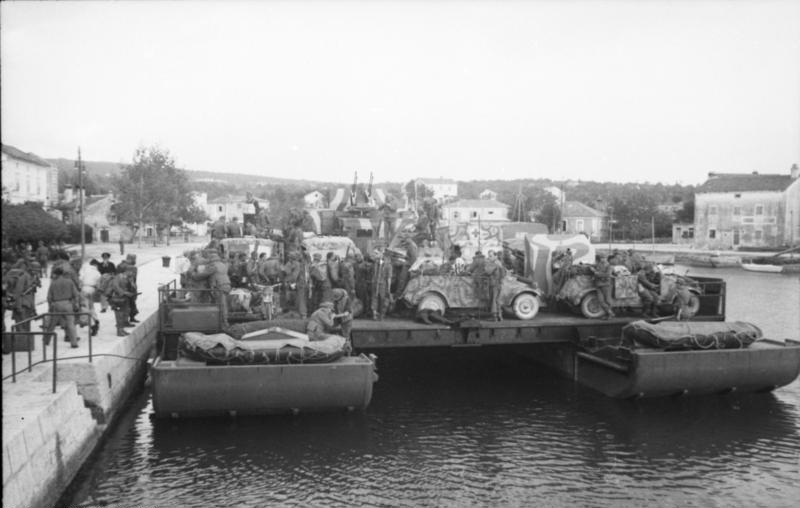
Vista de proa de un transbordador alemán Siebel que muestra los pontones gemelos del catamarán y un multitude de camiones y vehículos ligeros sobre cubierta. Nótese también el Flakvierling 38 de 2cm montado sobre el timonel (centro de cuadro) para protección AA.

Gracias a su simplicidad de diseño, construcción robusta, navegabilidad, así como la facilidad para desarmarlo y transportarlo por tren a virtualmente cualquier punto del Continente, el transbordador Siebel probó ser muy útil y versátil para transportar tropas, vehículos y suministros por mar abierto donde sea que fuera necesario para las fuerzas alemanas. También fue fácilmente adaptado para servir en una variedad de funciones especiales, desde minado a escolta de convoy.
Tras la postergación indefinida de la operación León marino en octubre de 1940, la Luftwaffe decidió, en otoño de 1941, continuar produciendo transbordadores Siebel bajo su propio Comando Especial de Transbordadores (Fähre-Sonderkommando). Reemplazó los motores diésel del diseño original con motores BMW y otros de tipo aeronáutico, alojando cuatro de ellos en pontones alargados ampliado conectados a tornillos hidráulicos mediante una caja de cambios invertida.
Algunos de estos barcos fueron asignados al Ejército y operados con tripulaciones mixtas, pero el Ejército rechazó el uso de motores aeronáuticos, declarando que eran propensos a incendiarse y consumían cantidades excesivas de combustible. El Mando de Ingenieros de Construcción de Transbordadores  del Ejército, situado en Amberes, continuó empleando motores de vehículo como unidad de propulsión principal, pues las consideró más fiables que los motores aéreos.
Dos transbordadores fueron transferidos a la marina rumana a finales de 1941.